# Ignacy Krauze
Ignacy Krauze (ur. 9 czerwca 1896 w Mielnie, zm. 31 sierpnia 1984 w Araucárii) – polski duchowny katolicki, członek Zgromadzenia Misji.
Wyświęcony na księdza w 1919. W l. 1920-1929 pracował w Brazylii jako misjonarz wiceprowincji kurytybskiej lazarystów.
W 1929 r.  mianowany superiorem misji w Xingtai w Chinach. W 1933 został prefektem apostolskim okręgu Xingtai. 11 listopada 1937 został odznaczony Złotym Krzyżem Zasługi za zasługi na polu pracy społecznej. W styczniu 1944 mianowany wikariuszem apostolskim Xingtai i biskupem tytularnym Binda. Od 11 kwietnia 1946 ordynariusz diecezji Xingtai (Shunde).
Ostatnia, decydująca faza chińskiej wojny domowej doprowadziła do usunięcia misjonarzy obcych narodowości. Od grudnia 1946 do lutego 1947 r. biskup Ignacy Krauze przebywał w więzieniu wraz z kilkoma polskimi księżmi. Po przejęciu władzy przez komunistów był sądzony i został zmuszony do opuszczenia Chin w 1949.
Początkowo przebywał w USA, gdzie do 1953 r. mieszkał w Domu Misyjnym Zgromadzenia w Whitestone), następnie zamieszkał w Brazylii, gdzie był pierwszym biskupem Polakiem. We wrześniu 1953 r. został biskupem pomocniczym diecezji Joinville, którą administrował w l. 1955–1957. Od 1957 do 1963 biskup pomocniczy archidiecezji Kurytyba. Był także administratorem prałatury apostolskiej Laranjeiras, a następnie administratorem diecezji Toledo. W 1983 formalnie zrezygnował z funkcji ordynariusza Xingtai.